# Bandera de Chicago
La bandera de Chicago, està definida pel Codi municipal de la ciutat i consta de dues faixes, o franges horitzontals, estretes de color blau cel sobre un camp de color blanc, cadascuna d'una sisena part de l'alçada de la bandera, i col·locades una mica menys d'una sisena part del marge superior i inferior. Quatre estels vermells amb sis puntes agudes cadascuna, són col·locades una al costat de l'altra, molt juntes, al terç mitjà de la superfície de la bandera.
La bandera de la ciutat es va adoptar el 1917 després que el disseny fet per Wallace Rice guanyés un concurs patrocinat per l'Ajuntament. Inicialment va tenir dues estrelles fins al 1933, quan se'n va afegir una tercera. La versió de quatre estrelles existeix des del 1939. Les tres seccions del camp blanc i les dues faixes representen les característiques geogràfiques de la ciutat, els estels simbolitzen esdeveniments històrics i les puntes dels estels les virtuts o conceptes importants. Els esdeveniments històrics simbolitzats per les estrelles són l'establiment de Fort Dearborn, el Gran incendi de Chicago de 1871, l'Exposició Universal de 1893 i l'Exposició internacional "Century of Progress" de 1933–1934.
En una revisió de l'Associació Vexil·lològica Nord-americana de 150 banderes de ciutats estatunidenques, la de la ciutat de Chicago va ser la segona millor classificada amb una puntuació de 9,03 sobre 10, només darrere de la bandera de Washington, D.C.

## Simbolisme
Faixes

Història i simbolisme dels elements de la bandera.

Les tres zones de fons blanc de la bandera representen, de dalt a baix, els barris nord, oest i sud de la ciutat. La faixa blava superior representa el llac Michigan i la branca nord del riu Chicago. Mentre que la faixa inferior representa la branca sud del riu i el "Gran Canal". El blau de les dues faixes de la bandera rep el nom de blau cel o blau pàl·lid;, mentre que en un article de 1917 d'un discurs de Wallace Rice se'l va anomenar "el color de l'aigua".
Estels
A la franja blanca central hi ha quatre estels de sis puntes vermells. S'utilitzen aquestes perquè els estels de cinc puntes representen estats sobirans i perquè l'estel tal com es va dissenyar no es va trobar en cap altra bandera coneguda a partir de 1917. Des del pal cap al vol, els estels representen:
- Primer: Afegit el 1939. Commemora l'establiment de Fort Dearborn, i les sis puntes representen les entitats polítiques a les quals ha pertangut la regió de Chicago i les banderes que hi han oneja: França, 1693; Gran Bretanya, 1763; Virgínia, 1778; Territori al Nord-oest del Riu Ohio, 1789; Territori d'Indiana, 1802; i Illinois (territori, 1809, i estat, des del 1818).
- Segon: Afegit el 1933. Aquest estel representa l'Exposició internacional "Century of Progress" de 1933–1934. Les sis puntes es refereixen a: l'estatus de Chicago com a segona ciutat més poblada dels Estats Units en el moment de l'addició de l'estrella; el lema llatí de Chicago: Urbs in horto (Ciutat en un jardí); el lema de la ciutat: I Will; el Gran Mercat Central; Ciutat meravellosa; i Ciutat de Convencions.
- Tercer: Original de la bandera de 1917. Aquest estel simbolitza l'Exposició Universal de 1893. Les sis puntes simbolitzen el transport, el treball, el comerç, les finances, la població i la salut.
- Quart: Original de la bandera de 1917. Aquest estel representa el Gran incendi de Chicago de 1871. Les sis puntes representen les virtuts de la religió, l'educació, l'estètica, la justícia, la beneficència i l'orgull cívic.

S'ha proposat afegir-hi un cinquè estel amb els següents motius:
- Un cinquè estel podria representar la contribució de Chicago a l'era nuclear, una idea suggerida per primera vegada en una carta de la dècada de 1940 publicada pel diari Chicago Tribune i posteriorment defensada per l'alcalde Richard J. Daley als anys seixanta.[10]
- A la dècada de 1980, es va proposar un estel en honor a Harold Washington, el primer alcalde afroamericà de Chicago.[11][12]
- Quan Chicago es proposà per acollir els Jocs Olímpics d'estiu de 2016, el Comitè de Candidatura va proposar que s'afegís un cinquè estel a la bandera per commemorar-ho, però finalment Rio de Janeiro va guanyar la candidatura.[11][13]
- La jutgessa de la Cort Suprema d'Illinois, Anne Burke, i Tim Shriver, president d'Special Olympics han proposat afegir un cinquè estel per commemorar els Special Olympics, que es van fundar a Chicago.[14][15]
- Altres suggeriments relacionats amb els esports per un nou estel inclouen reconèixer el domini dels Chicago Bulls a l'NBA als anys 1990, o si els Chicago Cubs mai guanyaven les Sèries Mundials de beisbol.[8]
- El Museu d'Història de Chicago té una exposició en curs on s'anima el públic a votar per un possible cinquè estel.[16]
- L'alcaldessa de Chicago, Lori Lightfoot, va suggerir que la resposta que va donar la ciutat a la pandèmia de COVID-19 podria justificar afegir un cinquè estel.[17]

## Ús
Tal com estableix el Codi municipal de Chicago, la bandera municipal s'exhibirà tant a l'Ajuntament com en altres edificis municipals i llocs públics, tots els dies festius i altres ocasions en què s'ordeni l'exhibició de la bandera nacional. Però aquesta bandera municipal mai s'exhibirà en cap posició que indiqui superioritat o primacia sobre la bandera nacional.
El mateix codi, també estableix que està prohibit i serà il·legal, sota multa d'entre 5,00 i 25,00 dòlars, la utilització de la bandera l'estendard, el banderí o la insígnia municipal, o qualsevol imitació o disseny d'aquests, excepte per a les finalitats habituals de decoració o exhibició. Ningú no pot imprimir-hi ni estampar-hi ni fer que s'hi mostri cap lletra, paraula, llegenda o dispositiu no previst en el codi municipal. Tanmateix, la Primera esmena de la Constitució dels Estats Units prohibeix que aquesta secció s'apliqui (cas Estats Units contra Eichman).

## Colors
Els diferents codis de color són els següents:
| Model de color | Blau          | Vermell     | Blanc         |
| -------------- | ------------- | ----------- | ------------- |
| Pantone        | 290 C         | 2347 C      | Blanc         |
| RGB            | 179, 221, 242 | 255, 0, 0   | 255, 255, 255 |
| CMYK           | 26-9-0-5      | 0-100-100-0 | 0-0-0-0       |
| HTML           | #B3DDF2       | #FF0000     | #FFFFFF       |

## Galeria

Bandera commemorant la trobada a Chicago de l'Associació Vexil·lològica Nord-americana.[21]
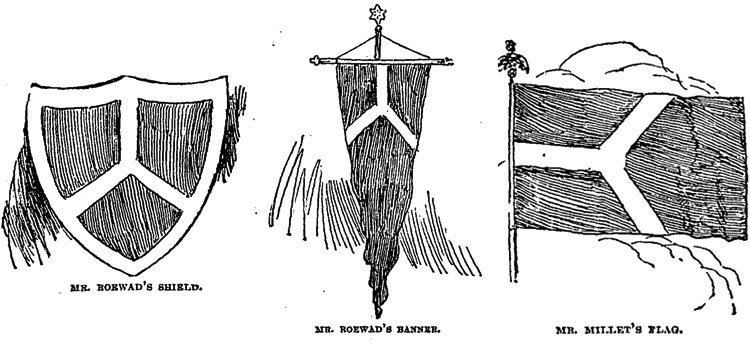
Esbossos per a la bandera d'un concurs de 1892. Aquest disseny finalment es va utilitzar en la divisa municipal.
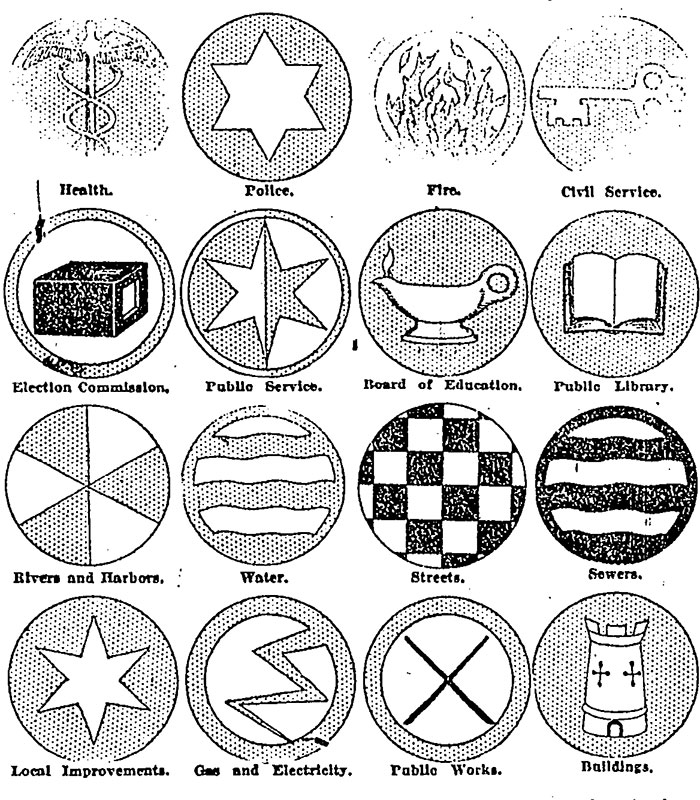
Icones departamentals en que es representava com es podria col·locar la bandera.

## Històriques

Bandera inicial amb un disseny similar al modern (1917 a 1933)
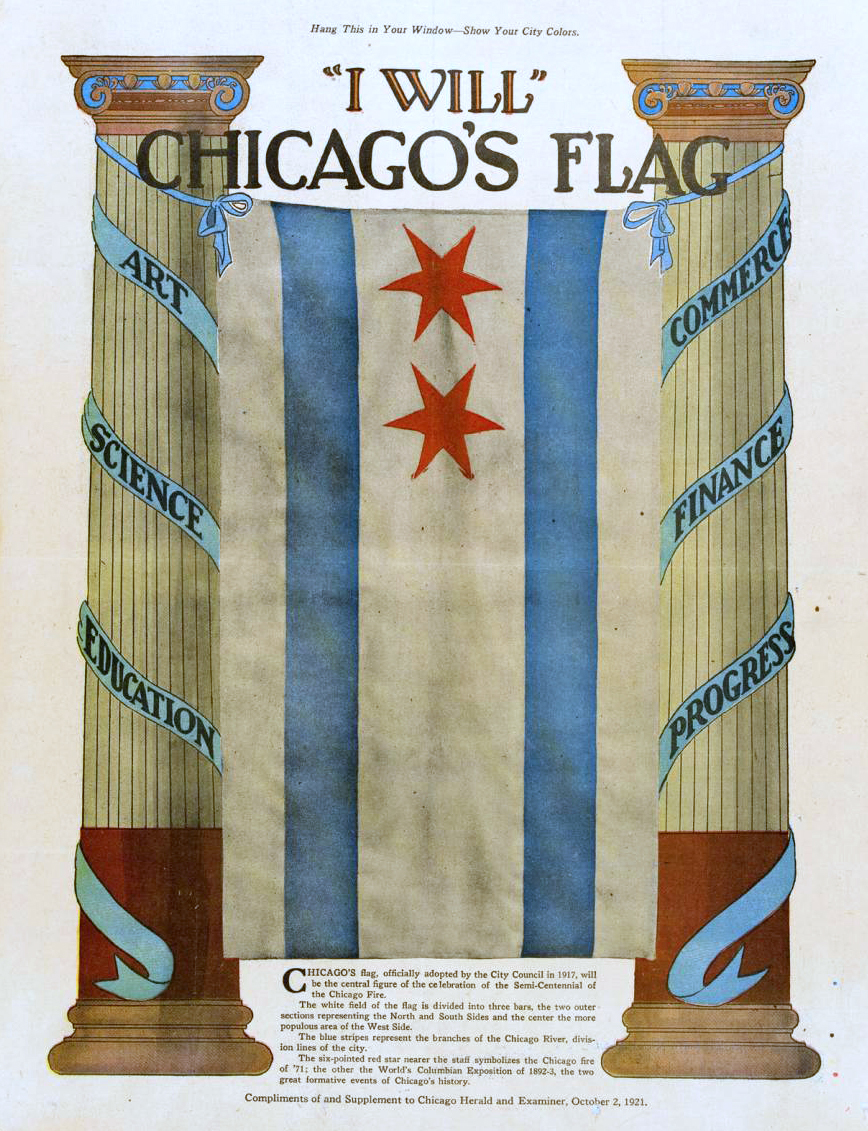
Rètol on apareix la bandera de Chicago de 1917 i el lema "I Will".